# Heteronyx posticalis
Heteronyx posticalis är en skalbaggsart som beskrevs av Blackburn 1890. Heteronyx posticalis ingår i släktet Heteronyx och familjen Melolonthidae. Inga underarter finns listade i Catalogue of Life.